# Когда цветут розы
«Когда цветут розы» — драма режиссёра Камиля Ярматова.

## Сюжет
Старый буровой мастер Кадыр выращивает возле своего домика-вагончика в Каракумах розы. Он поливает эти розы из своего скудного дневного пайка воды. На практику к Кадыру приезжает юная студентка Дилбар, такая же нежная, как розы, и Кадыр по-отцовски нежно учит её профессии и жизни…

## В ролях
- Сталина Азаматова — Дильбар
- Обид Джалилов — Кадыр
- Махмуд Тахири — Гасан
- Батыр Закиров — Батыр
- Убайдулла Бурханов — Рустамов
- Рахим Пирмухамедов — повар Ибрагим — «Мамаша»
- Хамза Умаров — Исмаил
- Рано Хамраева
- Саиб Ходжаев
- Николай Хлибко
- Кудрат Ходжаев

## Награды
Диплом на 2-м Всесоюзном кинофестивале в Киеве.